# Ranczo w dolinie
Ranczo w dolinie (ang. tytuł - Jubal) – amerykański western z 1956 w reżyserii Delmera Davesa.

## Fabuła
Kowboj Jubal Troop podróżuje po Dzikim Zachodzie, nie zagrzewając nigdzie na dużej miejsca. Pewnego dnia trafia na ranczo Shepa Horgana, u którego podejmuje pracę i postanawia zostać na stałe. Shep obdarza go zaufaniem i powierza stanowisko nadzorcy. Żona właściciela rancza, która czuje się nieszczęśliwa w związku próbuje uwieść Jubala. On jednak konsekwentnie odrzuca jej zaloty. Sytuację tę próbuje wykorzystać stary pracownik Horgana, Pinky, który nie jest zadowolony z obecności Jubala i próbuje go skonfliktować ze swym szefem. W końcu jego działania prowadzą do tragedii.

## Obsada
- Glenn Ford - Jubal Troop
- Rod Steiger - Pinky
- Ernest Borgnine - Shep Horgan
- Valerie French - Mae Horgan
- Felicia Farr - Naomi Hoktor
- Charles Bronson - Reb Haislipp
- Noah Beery Jr. - Sam
- John Dierkes - Carson
- Basil Ruysdael - Shem Hoktor
- Jack Elam - McCoy
- Robert Knapp - Jake Slavin
- Robert Burton - dr Grant